# Жамевю
Жамевю (фр. Jamais vu — ніколи не бачене) — стан, протилежний Дежавю, коли раптово наступає відчуття того, що добре знайоме місце або людина зовсім тобі не відомі, ніби всі знання раптом миттєво і повністю стираються з пам'яті - "забута реальність".  

## Опис
Дослідження показують, що відчуття дежавю хоча б раз у житті відчуває до 97% осіб. Жамевю зустрічається набагато рідше. Але повторювані криптомнезії (так називають всі спотворення пам'яті) лікарі вважають одним із симптомів психічного розладу. 
Прикладом типового жамевю може бути ситуація, коли під час бесіди з близьким другом якимось незбагненним чином вся інформація про нього на кілька хвилин немов стирається з пам'яті, і добре знайома людина сприймається як перший зустрічний, а через деякий час все стає на свої місця.  
У жамевю, наразі не визначені явні передумови і наслідки.  
Не слід прирівнювати жамевю до втрати пам'яті, оскільки при втраті пам'яті людина забуває що завгодно і кого завгодно, будь-який епізод з минулого або теперішнього життя. Феномен жамевю, навпаки, стосується тільки того, що «тут, зараз і саме це».

## Експеримент
У дослідженні Кріса Муліна з університету Лідса запропонували 92 добровольцям написати слово "door" (двері) 30 разів за 60 секунд. У липні 2006 р. На 4-й Міжнародній конференції що до Пам'яті в Сіднеї він повідомив, що 68% добровольців проявили симптоми жамеву, наприклад, починали сумніватися в тому, що слово "door" — справжнє слово. Доктор Мулін вважає, що подібна стомлюваність мозку лежить в основі явища, яке спостерігається у пацієнтів із шизофренією: відчуття того, що знайома особа була замінена самозванцем. Д-р Мулін наводить на думку, що вони можуть страждати хронічним жамевю.

## Пов'язані феномени
- Дежавю: сильне відчуття, що подія чи досвід, що зараз переживаєш, є вже минулим досвідом. Французькою мовою це буквально означає "вже бачили", хоча при використанні він в основному еквівалентний поняттю "déjà vécu", "вже жив".
- Прескевю: майже, але не зовсім, щось згадується. Феномен також відомий як "на кінчику язика".

## Причина
Причиною жамевю можуть бути епілептичні напади, проте явище жамевю необов'язково означає захворювання епілепсією. 